# Michael Mann
Michael Kenneth Mann, född 5 februari 1943 i Chicago, Illinois, är en amerikansk filmregissör, producent och manusförfattare. Gjorde sig ett namn som skapare av den populära TV-serien Miami Vice under 1980-talet.
Michael Mann har även regisserat kända filmer som Collateral, Public Enemies och Heat. Collateral hade en budget på 65 miljoner dollar och spelade in över 200 miljoner dollar. Public Enemies spelade också in över 200 miljoner dollar.

## Filmografi (urval)
- 1981 – Gatans lag (regi, producent, manus)
- 1984 – Miami Vice (TV-serie)
- 1986 – Manhunter (regi, producent, manus)
- 1992 – Den siste mohikanen
- 1995 – Heat (regi, producent, manus)
- 1999 – Insider (regi, producent, manus)
- 2001 – Ali (regi, producent, manus)
- 2004 – Collateral (regi, producent)
- 2004 – The Aviator (producent)
- 2006 – Miami Vice (regi, producent, manus)
- 2007 – The Kingdom (producent)
- 2008 – Hancock (producent)
- 2009 – Public Enemies (regi, producent, manus)
- 2023 – Ferrari (regi, producent)